# Cappella di San Pietro (Sassello)
La cappella di San Pietro è un luogo di culto cattolico situato nella località di Badani, lungo la provinciale 334, nel comune di Sassello in provincia di Savona.

## Storia e descrizione
A navata unica lunga circa 13 metri, con volta a botte priva di pitture, ha un unico altare: quello maggiore. Il tetto è in scandole di cotto, tipiche di Sassello. Nel 1689 fu donato il terreno per la costruzione, realizzata in un paio di anni e successivamente ampliata.